# Metis (astronomia)

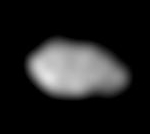
Immagine di Metis ripresa dalla sonda Galileo tra novembre 1996 e giugno 1997.

Metis, o Metide (Μῆτις in lingua greca) o Giove XVI, è il più interno fra i satelliti naturali di Giove. Appartiene al gruppo di Amaltea, che si compone di quattro piccoli satelliti interni del pianeta.

## Scoperta
La scoperta di Metis risale al 4 marzo 1979 quando fu individuato grazie alle immagini inviate alla Terra dalla sonda spaziale statunitense Voyager 1 e ricevette la designazione provvisoria S/1979 J3. 
Nel 1983 l'IAU gli assegnò la denominazione ufficiale con il nome della titanide Meti, prima moglie di Zeus e madre di Atena secondo la mitologia greca.
Nelle immagini riprese da Voyager 1, Metis appariva soltanto come un piccolo puntino che si stagliava contro lo sfondo formato dalle nubi di Giove; le conoscenze sulla sua superficie erano pertanto moto limitate.
Ulteriori osservazioni effettuate dalla sonda Galileo tra l'inizio del 1996 e il settembre 2003 permisero una riproduzione della sua intera superficie e fornire alcune indicazioni sulla sua composizione.
È possibile che anche la sonda spaziale Juno, lanciata nel 2016 e dotata della fotocamera JunoCam, possa riprendere qualche nuova immagine di Metis e Adrastea.

## Caratteristiche fisiche
Metis è in rotazione sincrona con Giove e la sua forma è fortemente asimmetrica; il diametro maggiore è quasi il doppio del minore. Assieme a Adrastea sono gli unici due satelliti di Giove che orbitano attorno al pianeta in meno di un giorno gioviano.
La forma di Metis è fortemente irregolare; le sue dimensioni di 60 × 40 × 34 km lo rendono il secondo più piccolo dei quattro satelliti interni di Giove. Una stima approssimativa della sua superficie dovrebbe essere compresa tra 5.800 e 11.600 km2. La sua composizione e la massa non sono note, ma assumendo una densità di (~0.86 g/cm³), simile a quella di Amaltea, ne risulterebbe una massa di ~3.6×1016 kg. Questa densità implica che il corpo è composto di ghiaccio d'acqua con una porosità del 10–15%.
La superficie di Metis è fortemente craterizzata e appare di colore scuro tendente al rosso. C'è una notevole asimmetria tra l'emisfero rivolto verso il pianeta e quello opposto; il primo è 1,3 volte più luminoso del secondo. L'asimmetria potrebbe essere collegata alla maggiore velocità e frequenza degli impatti sulla faccia rivolta verso il pianeta, che scavano un materiale più chiaro (probabilmente ghiaccio) dall'interno del satellite.

## Parametri orbitali
Metis è il più interno dei quattro piccoli satelliti interni di Giove. Orbita attorno al pianeta a una distanza media di ~128,000 km (1,79 volte il raggio di Giove), all'interno dell'anello principale. L'orbita è caratterizzata da una piccola eccentricità (~0,0002) e una bassa inclinazione (~ 0,06°) relativa al piano equatoriale di Giove.
A causa della risonanza orbitale, Metis è in rotazione sincrona con il suo periodo orbitale (circa 7 ore), e il suo asse maggiore è orientato in direzione di Giove. Metis è il più veloce tra i satelliti di Giove; la sua velocità è stata calcolata in 31,5 km/s. Giove eclissa Metis per 68 minuti di ogni giorno del satellite.
Metis è situato all'interno dell'anello principale di Giove e probabilmente costituisce la fonte principale del materiale che lo compone. Analogamente a quanto si verifica per Adrastea, la distanza del satellite dal pianeta è minore del raggio dell'orbita sincrona; l'effetto delle forze mareali sta quindi provocando un graduale ed inesorabile decadimento della sua orbita.
Se la sua densità è simile a quella di Amaltea, l'orbita potrebbe trovarsi in prossimità del limite di Roche, che per Giove si aggira intorno ai 170.000 km. Il fatto che il satellite non è ancora stato disgregato, implica che il limite non è ancora stato raggiunto.

## Relazione con gli anelli di Giove

Le orbite di Metis e Adrastea, ai bordi interno e esterno dell'anello principale di Giove. Immagini riprese dalla sonda New Horizons il 24 febbraio 2007.

L'orbita di Metis si colloca ~1.000 km all'interno dell'anello principale di Giove. Il satellite si muove entro una divisione larga ~500 km.
C'è una chiara correlazione tra la divisione nell'anello e il satellite, anche se l'origine non è ancora stata chiarita. Metis è una fonte importante della polvere dell'anello principale. Il materiale consiste principalmente di sostanza estratta dalla superficie dei quattro satelliti del gruppo di Amaltea in seguito a impatti meteoritici. Queste sostanze sono facilmente disperse nello spazio in quanto la superficie dei satelliti si trova al limite della loro sfera di Hill a causa della loro bassa densità.